# هجوم ثكنة ديسنا
في 17 مايو 2022، أصابت غارة جوية نفذتها القوات الجوية الروسية ثكنة عسكرية في ديسنا، تشيرنيهيف أوبلاست، أوكرانيا.
أفادت السلطات الأوكرانية في البداية بمقتل ثمانية أشخاص وإصابة 12 آخرين،  لكنها قامت بتحديث عدد الضحايا بعد أسبوع عندما قال فولوديمير زيلينسكي إنه تم العثور على 87 جثة. وقال مسؤولون روس إن الجيش استخدم «صواريخ طويلة المدى وعالية الدقة». وبحسب ما ورد كانت من أكبر خسائر الأرواح في صفوف الجيش الأوكراني في الغزو الروسي لأوكرانيا 2022.